# Chris Carter
Chris Carter, född 13 oktober 1957 i Bellflower i Kalifornien, är en amerikansk regissör, manusförfattare och filmproducent.
Carter är mest känd som skaparen av TV-serien Arkiv X.

## Filmografi (urval)
- 2008 – Arkiv X: I Want to Believe (regi, manus och produktion)
- 1998 – Arkiv X: Fight The Future (manus och produktion)
- 1996-1999 - Millennium (TV-serie; manus och produktion)
- 1993-2002 - Arkiv X (TV-serie; regi, manus och produktion)